# 羅州警察署
羅州警察署（ナジュけいさつしょ）は、全南地方警察庁所管の警察署である。

## 管轄区域
- 羅州市

## 組織
- 警務課
- 生活安全課
- 捜査課
- 警備交通課
- 情報保安課

## 管轄派出所
- 錦城派出所
- 公山派出所
- 金川派出所
- 老安派出所
- 南平派出所
- 山浦派出所
- 鳳凰派出所
- 洞江派出所
- 文平派出所
- 潘南派出所
- 栄南派出所
- 多侍派出所
- 細枝派出所
- 旺谷派出所

## 管轄治安センター
- 茶道治安センター